# Cá ép vây trắng
Cá ép vây trắng, tên khoa học Echeneis neucratoides, là một loài cá ép có nguồn gốc từ vùng biển nhiệt đới phía Tây Đại Tây Dương, Vịnh Mexico và biển Caribê. Cá này có thể đạt tới chiều dài 75 cm (30 in) (mặc dù hầu hết không vượt quá 50 cm (20 in) TL). Loài này là một thành phần quan trọng của thủy sản thương mại địa phương.